# 4896 Tomoegozen
4896 Tomoegozen este un asteroid din centura principală, descoperit pe 20 decembrie 1986 de Tsuneo Niijima și Takeshi Urata.